# Spenceriella gigantea
Spenceriella gigantea (лат.) — вид гигантских земляных червей семейства Megascolecidae. Эндемик Новой Зеландии, обитает на острове Литл-Барриер.
Длина может достигать 1,4 м, а диаметр — 11 мм.
Червь обладает люминесцентными способностями.
Размеры нор: до 20 мм в диаметре, глубина — до 3,5 м.